# آنتليرز
آنتليرز (بالإنجليزية: Antlers)‏ هو فيلم رعب خارق للطبيعة أمريكي صدر عام 2021 من إخراج سكوت كوبر وبطولة كيري رسل،جيسي بليمنز،غراهام غرين،سكوت هاز،روري كوكران وإيمي ماديجان.

## روابط خارجية
- الموقع الرسمي
- آنتليرز على موقع IMDb (الإنجليزية)
- آنتليرز على موقع ميتاكريتيك (الإنجليزية)
- آنتليرز على موقع روتن توميتوز (الإنجليزية)
- آنتليرز على موقع ألو سيني (الفرنسية)
- آنتليرز على موقع أول موفي (الإنجليزية)
- آنتليرز على موقع فيلمافينيتي (الإسبانية)
- آنتليرز على موقع قاعدة بيانات الأفلام السويدية (السويدية)
- آنتليرز على موقع قاعدة بيانات الفيلم (الإنجليزية)
- آنتليرز على موقع ليتربوكسد (الإنجليزية)
- آنتليرز على موقع كينوبويسك (الروسية)

لم يتم العثور على روابط لمواقع التواصل الاجتماعي.